# Robin des Bois (film, 1973)
Pour les articles homonymes, voir Robin des Bois (homonymie) et Robin Hood.
Vous lisez un « article de qualité » labellisé en 2013.  Il fait partie d'un « thème de qualité ».
Série Classiques d'animation Disney
Les Aristochats
(1970) Les Aventures de Winnie l'ourson
(1977)
Pour plus de détails, voir Fiche technique et Distribution.
Robin des Bois est le 27e long-métrage d'animation et le 21e « Classique d'animation » des studios Disney. Sorti en 1973, il s'inspire à la fois de la légende de Robin des Bois et du Roman de Renart, un recueil de récits médiévaux français des XIIe et XIIIe siècles.
Les studios Disney envisagent d’adapter le Roman de Renart dès les années 1930. De nombreuses idées remontant à ce projet sont reprises pour adapter la légende du voleur justicier anglais, notamment l'utilisation d'animaux anthropomorphes comme personnages. Le projet porté par Ken Anderson est validé par Walt Disney peu avant sa mort en 1966, ce qui lance la production de Robin des Bois.
La réalisation est marquée par la réutilisation d'éléments d'animation des précédentes productions Disney, tandis que des acteurs reproduisent peu ou prou des prestations antérieures : ainsi Phil Harris, qui interprétait l'ours Baloo dans Le Livre de la jungle (1967), joue à nouveau un ours, Petit Jean.
Du côté du scénario, offrir le rôle de héros à un voleur entre en conflit avec la morale établie et diffusée par le studio. Le scénario du film et les personnalités des personnages sont vivement critiqués, et malgré un succès relatif en salle, le film ne se hisse pas à la hauteur des précédentes productions du studio. De nombreux critiques attribuent les problèmes du film à l'atmosphère qui règne à l'époque au sein des studios Disney, toujours affectés par la mort de leur créateur.

## Synopsis
Un coq ménestrel, qui se présente comme Adam de la Halle, narre l'histoire du renard Robin des Bois et de l'ours Petit Jean qui vivent dans la forêt de Sherwood, près de la ville de Nottingham. L'histoire se situe dans l'Angleterre médiévale du Royaume des Animaux. Le roi Richard Cœur de Lion est parti aux Croisades et son frère, le prince Jean, a usurpé la couronne avec l'aide de son conseiller, le serpent Triste Sire. Alors que le prince cherche à s'emparer de toutes les richesses du royaume, Robin récupère, de son côté, les biens mal acquis par les représentants de l’État pour les rendre aux contribuables surtaxés. Le shérif de Nottingham, un loup bedonnant, et ses soldats essayent souvent d'attraper Robin des Bois et Petit Jean, mais sans succès.
Un jour, le prince Jean et Triste Sire se rendent à Nottingham et on apprend que le serpent a hypnotisé Richard Cœur de Lion pour le convaincre de partir en croisade et laisser ainsi le trône à son frère. Sur le chemin, Robin et Petit Jean déguisés en diseuses de bonne fortune interpellent le prince Jean et profitent de la situation pour lui dérober ses biens. Le prince lance alors une prime sur la tête de Robin et fait du shérif son percepteur d'impôts personnel.
Le shérif se lance dans ses nouvelles fonctions et demande de payer les taxes à une famille de lapins et au frère Tuck. Robin parvient à récupérer l'argent et le rend aux lapins, offrant en plus son chapeau et son arc à Bobby, le fils de la famille, pour son anniversaire. Alors qu'il joue avec ses amis du village et son attirail d'archer, Bobby envoie une flèche dans le château de la Belle Marianne. Les enfants entrent dans le château et y rencontrent la renarde Marianne et sa compagne, la poule dame Gertrude. Ils découvrent alors que la princesse est une amie d'enfance de Robin des Bois, mais que ceux-ci ne se sont pas vus depuis plusieurs années. Frère Tuck rend visite à Robin et Petit Jean dans la forêt de Sherwood pour les informer que le prince Jean a organisé un tournoi de tir à l'arc et que le vainqueur doit recevoir un baiser de la Belle Marianne. Robin accepte de participer au tournoi déguisé en cigogne tandis que Petit Jean doit jouer le duc de Chutney et approcher le prince.
Durant la compétition, Triste Sire découvre l'identité de la cigogne, Robin des Bois, mais frère Tuck et Adam de la Halle l'enferment dans un tonneau de bière. Robin des Bois remporte la finale. Le prince Jean révèle l'identité de Robin, le fait arrêter pour l’exécuter malgré la demande de Marianne de le libérer. Petit Jean menace le prince Jean, ce qui provoque une bataille entre les soldats du prince, Robin et ses compagnons ainsi que Belle Marianne et dame Gertrude. Ces derniers parviennent à s'échapper dans la forêt. Pendant que les pauvres font la fête, dansent et s'amusent à singer le faux roi d'Angleterre, de leur côté, Robin et Marianne retombent amoureux.
Outré par l'insulte que lui a fait le peuple durant la fête dans la forêt de Sherwood, le prince Jean triple les taxes et emprisonne les gens incapables de le payer. Le shérif se rend dans l'église du frère Tuck et vole l'argent du tronc, ce qui provoque l'ire de l'ecclésiastique, qui se retrouve bientôt derrière les barreaux. Le prince Jean annonce la pendaison de frère Tuck dans l'espoir de faire venir Robin et de l'attraper. Apprenant cela, Robin et Petit Jean planifient une contre-attaque la nuit précédant la pendaison. Petit Jean libère alors les pauvres prisonniers tandis que Robin vole le trésor du prince. Cependant, Triste Sire se réveille et surprend Robin dans la chambre du Prince.
Dans le château, c'est le chaos avec d'un côté les soldats et de l'autre, Robin et ses amis cherchant à fuir et regagner la forêt de Sherwood. Robin est obligé de venir à la rescousse d'un fuyard retardataire, ce qui offre l'occasion au shérif de le coincer. Le shérif provoque un incendie et Robin doit sauter depuis une tour dans les douves. Le lapereau Bobby et Petit Jean voient la douve pleine de flèches et Robin qui ne réapparaît pas après plusieurs secondes. Heureusement, le renard s'en sort indemne, utilisant un roseau pour respirer.
Le prince Jean désespère puis enrage quand il découvre, après une remarque de Triste Sire, que le château de sa mère est en feu. Peu de temps après le roi Richard est de retour des croisades, son frère, Triste Sire, le shérif et leurs acolytes sont arrêtés et condamnés à casser des cailloux au bord des routes. De leur côté Robin et Marianne se marient.

## Fiche technique
- Titre original : Robin Hood
- Titre français : Robin des Bois
- Réalisation : Wolfgang Reitherman assisté de Dan Alguire, Edward Hansen, Jeffrey C. Patch
- Scénario : Ken Anderson, Eric Cleworth, Vance Gerry, David Michener, Julius Svendsen, Frank Thomas
- Direction artistique : Don Griffith
  - Styliste couleur : Al Dempster
- Animation
  - Supervision : Milt Kahl, Ollie Johnston, Frank Thomas et John Lounsbery
  - Animation des personnages : Dale Baer, Don Bluth, Fred Hellmich, Hal King, Eric Larson, Burny Mattinson, Cliff Nordberg, Art Stevens
  - Assistant animation clé : Stan Green, Bob McCrea, Dale Oliver, Chuck Williams, Chuck Harvey (non crédité)
  - Layout : Basil Davidovich, Joe Hale, Sylvia Roemer, Ed Templer Jr.
  - Effets d'animation : Dan McManus, Jack Buckley
  - Décors : Ann Guenther, Ralph Hulett, Bill Layne
- Montage : Tom Acosta et Jim Melton
- Musique : Floyd Huddleston, Roger Miller
  - Composition originale : George Bruns
  - Édition : Herb Taylor et Evelyn Kennedy
  - Orchestration : Walter Sheets
- Production : Don Duckwall
- Sociétés de production : Walt Disney Productions
- Société de distribution : Buena Vista Pictures Distribution
- Budget : 1,5 million de USD
- Pays d'origine :  États-Unis
- Langue originale : anglais
- Format : Couleurs (Technicolor) - 35mm - 1,37:1 (1,75:1 étendu) - son mono (RCA Photopohone Sound Recording)
- Durée : 80 minutes
- Dates de sortie[1] : 
  - États-Unis : 8 novembre 1973
  - France : 30 octobre 1974

Sauf mention contraire, les informations proviennent des sources suivantes : Leonard Maltin, John Grant, Mark Arnold et IMDb.

## Distribution

### Voix originales
- Brian Bedford : Robin Hood (Robin des Bois)
- Phil Harris : Little John (Petit Jean)
- Peter Ustinov : Prince John (Prince Jean) / King Richard (Roi Richard)
- Terry-Thomas : Sir Hiss (Triste Sire)
- Monica Evans : Maid Marian (Belle Marianne)
- Carole Shelley : Lady Kluck (Dame Gertrude)
- Andy Devine : Friar Tuck (Frère Tuck)
- Roger Miller : Allan-A-Dale[6] (Adam de la Halle)
- Pat Buttram : Sheriff of Nottingham
- George Lindsey : Trigger (Pendard)
- Ken Curtis : Nutsy (Niquedouille)
- Billy Whitaker : Skippy (Bobby)
- Dana Laurita : Sis (Sœur de Bobby)
- Dora Whitaker : Tagalong
- Richie Sanders : Toby Turtle
- J. Pat O'Malley : Otto (Corniaud)
- Candy Candido : Tournament crocodile (Crocodile du tournoi)
- Barbara Luddy : Mother Rabbit (Mère Lapin) / Mother Church Mouse (Mère Souris)
- John Fiedler : Sexton (Croquenote), une souris
- Beulah Bondi : Mother Church Mouse (Mère Souris)

Sauf mention contraire, les informations proviennent des sources suivantes : Dave Smith, Leonard Maltin, John Grant et Mark Arnold.

### Voix françaises
- Dominique Paturel : Robin des Bois, un renard
- Claude Bertrand : Petit Jean, un ours (paroles)
- Jean Stout : Petit Jean (chant)
- Philippe Dumat : Le prince Jean, un lion
- Jean Martinelli : Le roi Richard, un lion
- Roger Carel : Triste Sire alias Persifleur, un serpent
- Michèle André : Belle Marianne, une renarde
- Huguette Morins : Dame Gertrude, une poule
- Pierre Tornade : Frère Tuck, un blaireau
- Pierre Vassiliu : Adam de La Halle, un coq
- Jacques Marin : Le shérif de Nottingham, un loup
- Albert Augier : Pendard, un vautour
- Francis Lax : Niquedouille, un vautour
- Christophe Bruno : Bobby, un lapereau
- Marie Francey : La maman de Bobby
- Béatrice Bruno : La grande sœur de Bobby
- Aurélia Bruno : La petite sœur de Bobby
- Fabrice Bruno : Tobby, une tortue
- Henry Djanik : Corniaud, un chien
- Georges Atlas : Le héraut du tournoi, un crocodile
- Guy Piérauld : Croquenote, une souris
- Nicolas Silberg : Narrateur séquence d'ouverture [9]
- Chanteurs : Franca Chevalier (soliste Love), Jean Cussac, Michel Barouille, Olivier Constantin, Claudine Meunier, Anne Germain, Janine de Waleyne, Géraldine Gogly

Sources : Carton DVD, Dans l'Ombre des Studios

## Distinctions
- 1974 - Nomination à l'Oscar de la meilleure chanson originale (Nous n'étions encore que deux enfants)[10]
- 1976 - Prix du Goldene Leinwand (Allemagne)[11]

## Sorties cinéma
Sauf mention contraire, les informations suivantes sont issues de l'Internet Movie Database.

### Premières nationales
- États-Unis : 8 novembre 1973 (Première à New York) ; 21 décembre 1973 (Los Angeles, Californie)
- Argentine : 6 décembre 1973
- Royaume-Uni : 31 mars 1974
- Brésil : 14 avril 1974
- Italie : 10 octobre 1974
- Irlande : 28 octobre 1974
- France : 30 octobre 1974
- Suède : 30 novembre 1974
- Espagne : 5 décembre 1974
- Pays-Bas : 11 décembre 1974 (anglais), 22 décembre 1983 (néerlandais)
- Allemagne de l'Ouest : 13 décembre 1974
- Finlande : 20 décembre 1974
- Norvège : 26 décembre 1974
- Danemark : 27 décembre 1974
- Hong Kong : 23 janvier 1975
- Japon : 5 juillet 1975

### Ressorties principales
- États-Unis : 26 mars 1982
- Suède : 2 décembre 1983
- France : 5 décembre 1984
- Australie : 9 mai 1985

## Sorties vidéo
- 4 décembre 1984 - VHS (États-Unis et Québec) avec format 4/3
- 1986 - VHS en Europe avec format 4/3
- 12 juillet 1991 - VHS (France)
- Février 1992 - VHS  avec format 4/3
- 1994 - VHS et LaserDisc avec format 4/3
- 28 octobre 1994 - VHS (Québec)
- 1997 - VHS avec format 4/3
- 13 juillet 1999 - VHS (Québec) avec format 4/3 (1:37,1)
- 4 juillet 2000 - VHS et DVD (Québec) Collection « classique or » avec format 4/3
- 26 juillet 2002 - DVD et VHS (Europe) incluant Mickey au Moyen Âge (version colorisée)
- 18 novembre 2006 - DVD Collector (Québec)
- 6 juin 2007 - DVD Collector (Europe) incluant Mickey au Moyen Âge
- 6 août 2013 - Blu-ray et DVD (Québec)
- 16 octobre 2013 - Blu-ray (Europe)

Source : Les Grands Classiques de Walt Disney

## Origine et production
Le studio Disney a déjà réalisé une adaptation des légendes de Robin des Bois en prise de vue réelle sous le titre Robin des Bois et ses joyeux compagnons, sortie en 1952,,. Selon Leonard Maltin, le film avec acteurs est bien meilleur que la version animée, car il repose moins sur la comédie. Pourtant, le dessin animé éclipse aujourd'hui le film de 1952 en termes de notoriété.
Au milieu des années 1960, alors que Walt Disney valide la production du film Les Aristochats (1970), Ken Anderson propose de prendre un sujet classique, la légende de Robin des Bois, et de le traiter d'une nouvelle manière. Les prémices de la production de Robin des Bois remontent donc à l'automne 1966 : en décembre, peu de temps avant son décès, Disney étudie les storyboards dessinés par Ken Anderson pour Les Aristochats et autorise la production de Robin des Bois. Anderson poursuit alors le développement des personnages et de l'histoire. Don Griffith réalise quant à lui des dessins d'ensemble pour l'organisation des scènes, comme le château du prince Jean. Afin de renforcer le cachet médiéval, le compositeur George Bruns utilise pour certaines séquences de vrais instruments anciens, tels que des cors et un clavecin, bien que l'existence de ce dernier ne soit pas attestée avant le XIVe siècle.

### Genèse

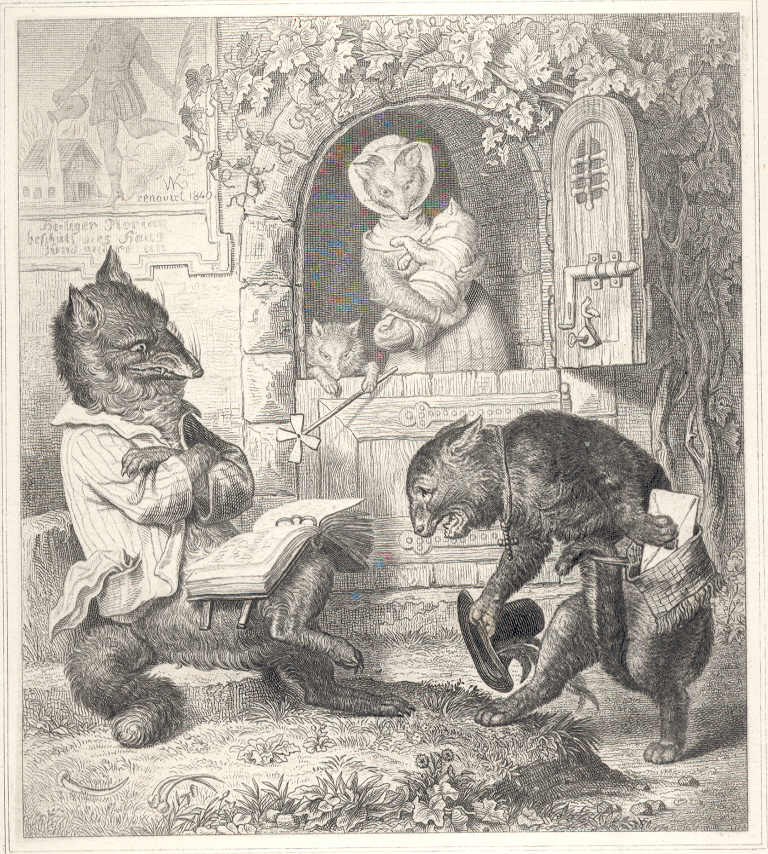
Illustration du Roman de Renart de Goethe par Wilhelm von Kaulbach (1846).

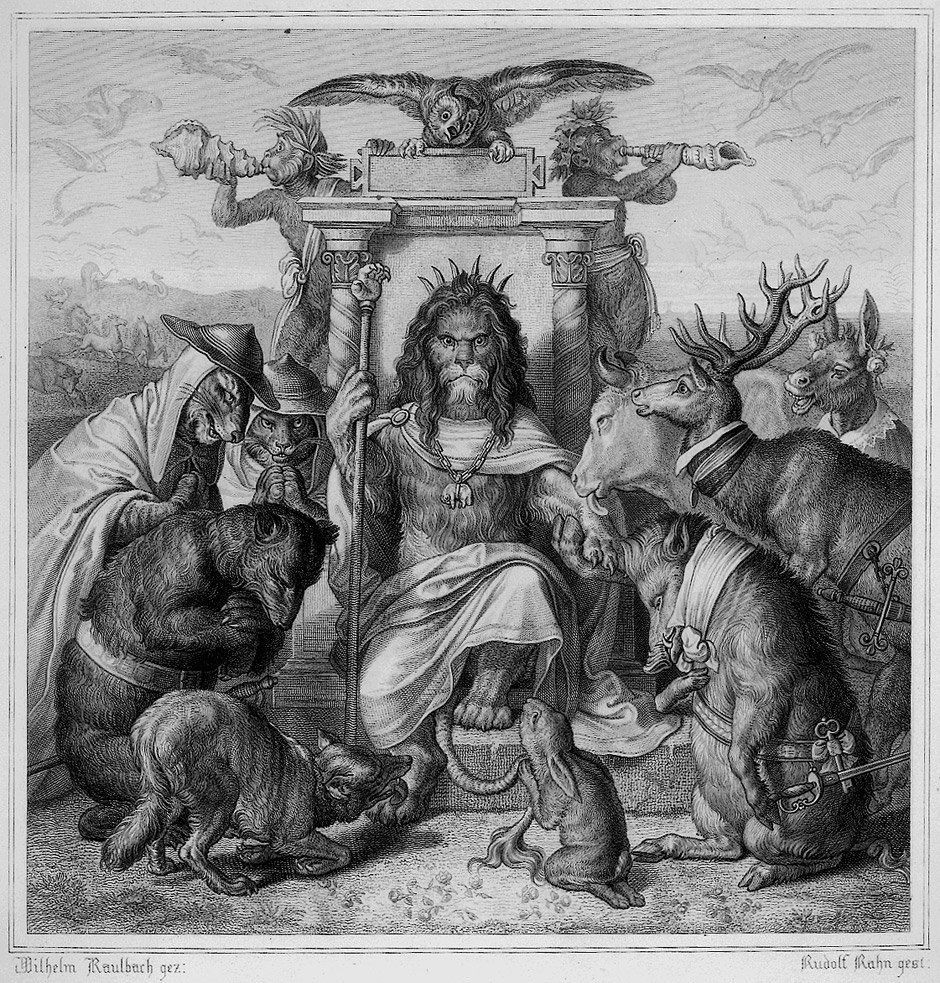
Illustration du Roman de Renart de Goethe par Wilhelm von Kaulbach (1846).

John Grant et David Koenig écrivent que la conception de ce film avec des animaux pour personnages peut remonter aux années 1930,. À l'époque de Blanche-Neige et les Sept Nains (1937), Walt Disney souhaite adapter en long métrage d'animation une légende du XIIe siècle, le Roman de Renart, dans lequel tous les personnages sont des animaux,. Mais, du point de vue de Disney, cette histoire pose plusieurs problèmes, notamment parce que son héros, Renart, est un escroc, si bien que le projet stagne en phase de conception. Pour Disney, Renart n'est pas un héros acceptable. Un élément du projet est repris et développé indépendamment et, en mai 1941, Disney paye 5 000 USD pour produire Chantecler, un film basé sur le personnage éponyme du Roman de Renart. Mais le projet initial n'est pas mort et, lors de la production de L'Île au trésor (1950), Disney envisage de produire trois séquences d'animation à partir d'histoires tirées du Roman de Renart et de les faire raconter par Long John Silver, à la manière de Mélodie du Sud (1946), en mêlant prise de vue réelle et animation. Par la suite, Walt Disney change d'avis et L'Île au trésor devient le premier long métrage de Disney sans animation. Ken Anderson continue pourtant à travailler sur le projet d'adaptation du Roman de Renart, avec par exemple des storyboards datés de 1956 ou un scénario de 1960 mettant le personnage de Renart non pas dans le rôle du héros, mais dans celui du méchant.
Malgré l'abandon de ces projets, de nombreux éléments en sont repris lors de la conception de Robin des Bois. Pour Mark Arnold, le projet de Chantecler aurait pu être intéressant mais le groupe des Neuf Sages a préféré prendre peu de risque en reprenant l'histoire de Robin des Bois déjà adaptée en prise de vue réelle en 1952. À la fin des années 1960, le projet de Robin des Bois est lancé. D'après Vance Gerry, ce sont les esquisses des personnages réalisées par Anderson qui ont séduit la direction malgré l'absence d'histoire ; Grant note que les premiers adversaires du renard héros sont un lion roi, ou futur roi, et un loup stupide en la personne du shérif de Nottingham. Pour Charles Salomon, la princesse renarde, le lion couronné et les gardes rhinocéros, tous inspirés du Roman de Renart et esquissés pour Chantecler dans les années 1940, ont fourni 25 ans plus tard un tremplin pour la production de Robin des Bois. Renforçant le parallèle, Grant constate que Renart dans les premiers scénarios et Robin sont des experts en déguisements, Renart devant se transformer en vieille dame et en mendiant aveugle, deux idées reprises pour Robin. Renart devait aussi profiter d'embrasser la main du futur roi pour lui voler une bague, ce que fait Robin. Une de premier idée pour le projet de film est de le concevoir comme une comédie musicale joyeuse avec trois méchants miteux et un héros invincible.

### Conception des personnages
Le directeur artistique Ken Anderson, scénariste et responsable des personnages sur Robin des Bois, a expliqué dans le numéro de l'hiver 1973-74 de la revue Official Bulletin of IATSE que le film ne comporte que des animaux sur un conseil de Walt Disney, qui est de  « faire ce que l'on fait de mieux : utiliser des animaux pour les personnages »,. Pour Kevin Harty, ce choix permet surtout de résoudre un problème moral vis-à-vis des enfants, car avoir comme héros un voleur n'est pas acceptable et l'anthropomorphisme met une distance avec la réalité. Ollie Johnston et Frank Thomas expliquent que, graphiquement, l'utilisation d'animaux anthropomorphes dans Mélodie du Sud (1941) ou Robin des Bois n'impose pas de les animer de façon réaliste et il est possible de leur donner des mains, des doigts, un bassin ou des pieds avec des chaussures. Ken Anderson développe par la suite le choix des espèces pour quelques personnages : « le rusé Robin des Bois se devait d'être un renard et par conséquent la gente Marianne, une renarde. Petit Jean, légendaire par sa taille, est devenu un grand ours. Frère Tuck est devenu un blaireau, mais il avait été conçu comme un porc, ce qui aurait pu être vu comme une offense à l'Église. Richard Cœur de Lion est logiquement un lion royal, fier et fort tandis que son cousin, le prince Jean, est lui aussi un lion, mais plus chétif et peureux. Un serpent aurait dû figurer parmi les pauvres de la ville mais l'équipe de production a préféré adjoindre un serpent comme bras droit du prince. »
Les trois méchants de la comédie musicale prévue dans les années 1960 sont assez similaires, ce qui donne des difficultés à l'équipe de scénaristes, principalement pour trouver des éléments de divertissement dans les scènes. Les acteurs vocaux Peter Ustinov, Terry-Thomas et Pat Buttram sont sollicités pour mieux différencier ces trois personnages. Terry-Thomas propose un serpent moins formidable et susceptible d'éveiller la compassion, car il n'est respecté par personne, pas même par le prince Jean. Pat Buttram conserve la rudesse et le caractère soupçonneux du shérif de Nottingham, mais réduit son intelligence. Il n'est qu'un agent arrogant profitant de sa position pour intimider la populace. Peter Ustinov travaille quant à lui sur le prince Jean pour le rendre encore plus névrosé et dangereux : il est le représentant du pouvoir, mais n'a pas les capacités pour l'exercer et est facile à duper.

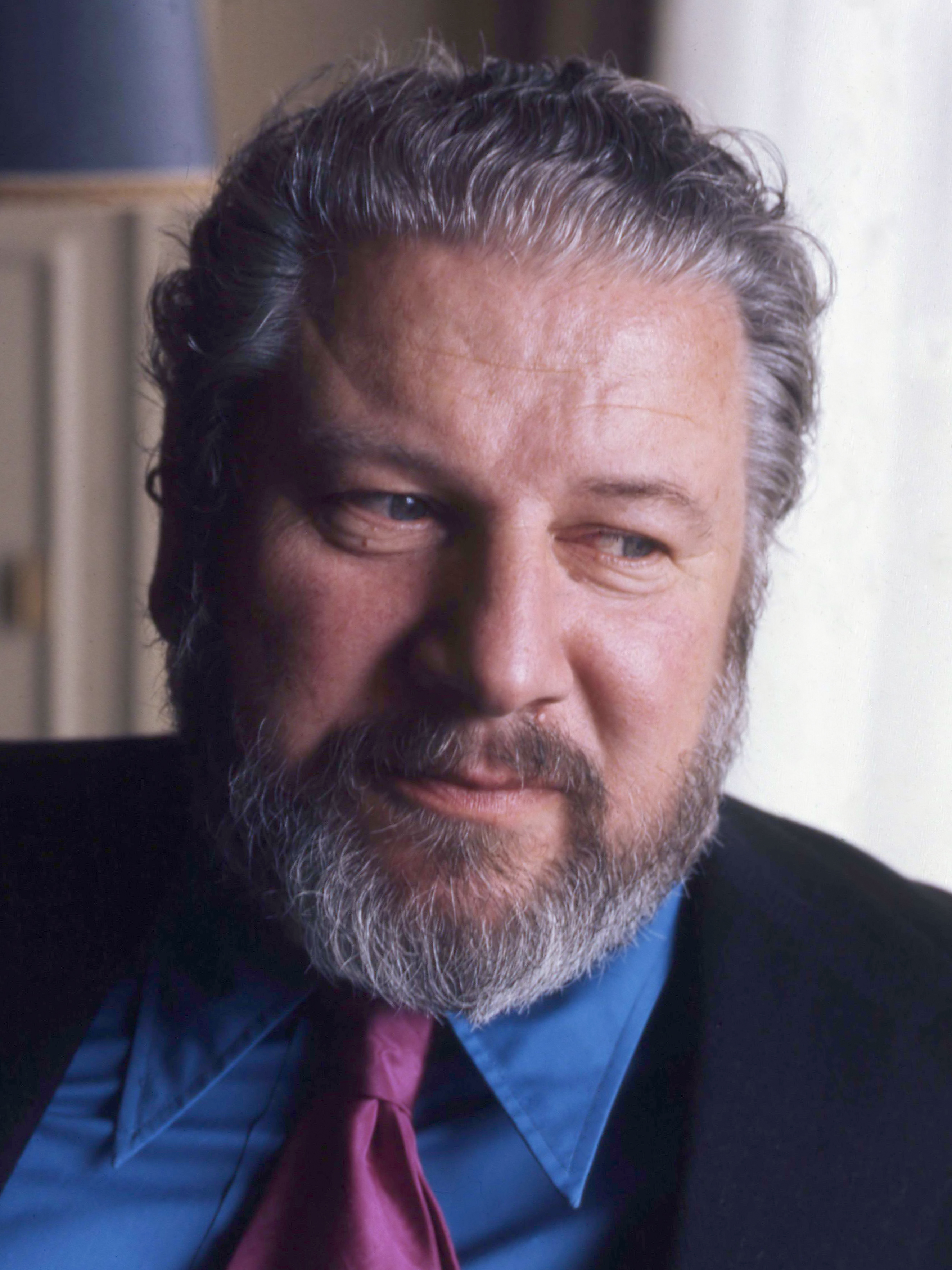
Peter Ustinov en 1973
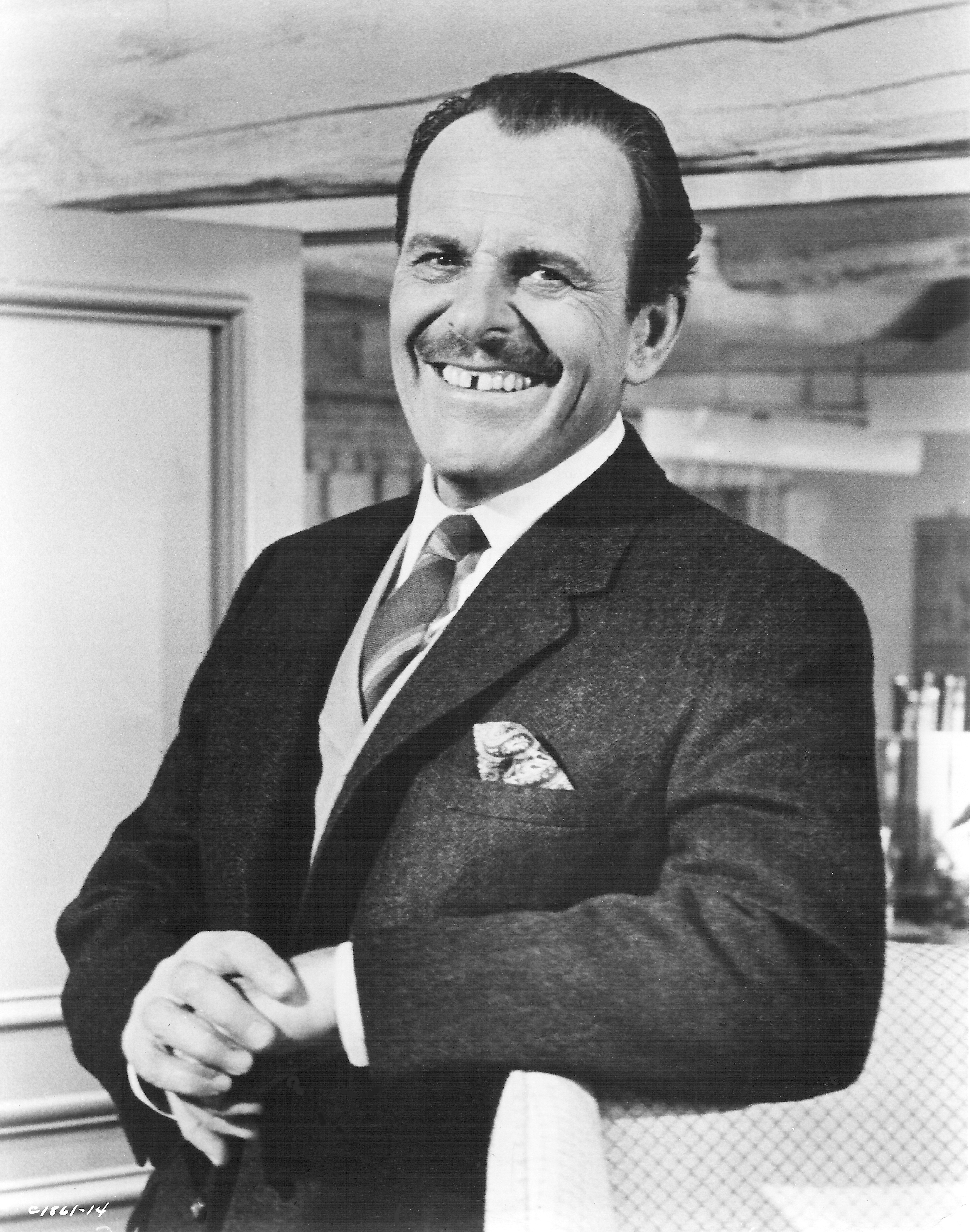
Terry-Thomas en 1968
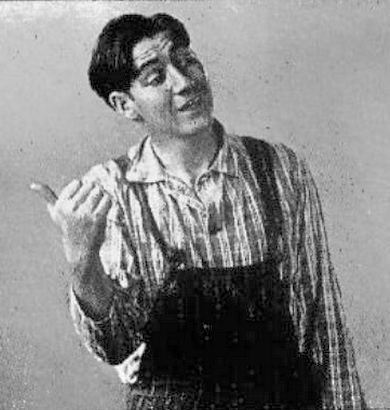
Pat Buttram en 1944

Ken Anderson avait de grands projets pour la bande des Joyeux Compagnons, mais Wolfgang Reitherman souhaitait un film avec plus de camaraderie, et le nombre de personnages fut donc réduit. Le studio choisit notamment de se passer des Joyeux Compagnons à la suite de la décision d'accorder plus d'importance à Robin et Petit Jean. Selon Steve Hulett, Reitherman envisageait en effet de présenter Robin des Bois et Petit Jean comme un duo à l'image de Butch Cassidy et le Kid, ce qui aurait été impossible à concilier avec la présence d'autres compagnons,. Ce choix éloigne le film des légendes classiques de Robin des Bois.
Le premier animateur à travailler sur le film est Ollie Johnston qui, tandis que le reste du studio travaille sur d'autres projets, entame l'animation du prince Jean à partir du travail vocal de Peter Ustinov et des esquisses de Ken Anderson. Cependant, le personnage n'est finalement pas l'œuvre de Johnston seul, mais d'une douzaine d'animateurs. Respectant un schéma courant chez les méchants de Disney, les mouvements du visage du prince Jean sont lents mais précis — et donc détaillés —, afin d'appréhender l'évolution des idées qui germent dans son esprit. Cette technique avait déjà été utilisée pour la belle-mère dans Cendrillon et le capitaine Crochet dans Peter Pan. Des idées novatrices sont aussi utilisées, comme l'explosion qui débute la scène des enfants lapins et de Toby criant et courant afin d'accroître l'impression de tumulte et de bruit. Autre exemple, pour donner du relief aux yeux de Marianne lors du plan rapproché avant qu'elle n'embrasse Robin, les animateurs ont utilisé un effet d'ombre afin que la pupille semble passer sous la paupière.

### Économie d'animation
L'animation du film a nécessité 350 000 dessins, dont plus de 100 000 cellulos peints et 800 décors. Selon Ollie Johnston et Frank Thomas, les animateurs ont apprécié l'utilisation du dernier procédé de xérographie, mais ils ont perdu la délicatesse que les lignes colorées pouvaient offrir. Toutefois, la production du film est marquée par la réutilisation de nombreux éléments des précédentes œuvres Disney depuis Blanche-Neige (1937) jusqu'aux Aristochats (1970). L'animation a été réalisée entre janvier 1971 et avril 1972.
Suivant la tradition Disney, le film débute par les pages d'un livre de contes qui s'ouvre pour présenter l'histoire. Cet élément était également présent dans le film avec acteurs de 1952. Mais un coq conteur, nommé Adam de La Halle (Allan-A-Dale), prend ensuite la parole pour annoncer une autre version de l'histoire, la « véritable histoire. » Mark Pinsky note que c'est la première preuve d'économie car il n'y a pas de musique d'ouverture, à part un fond sonore à l'opposé des thèmes des productions précédentes. De plus, le narrateur lit le texte écrit sur le livre, peut-être selon Pinsky pour ceux ne sachant pas encore lire.
Dans ce contexte de reprise d'éléments existants, John Grant considère que les graphiques des personnages du roi Léonidas et de l'ours pêcheur dans L'Apprentie sorcière (1971) sont des avant-goûts respectivement du prince Jean et de Petit Jean dans Robin des Bois ; le second rappelle aussi l'ours Baloo. Le prince Jean porte par exemple le même manteau que le roi Léonidas. Les reprises sont notamment tangibles sur la scène de la fête dans la forêt de Sherwood, que David Koenig perçoit comme une compilation musicale déguisée des meilleurs films de Disney, les animateurs ayant repris les dessins d'autres films en les modifiant pour les adapter aux nouveaux personnages. Koenig précise que les musiciens de la forêt sont très proches des personnages copiés des autres films pour faciliter le travail d'adaptation. Pour Charles Salomon, ce point démontre que l'équipe Disney, sans la présence du créateur des studios, réutilise les formules qui ont déjà fonctionné. De plus, certains personnages reprennent des « chorégraphies » imaginées pour d'autres films de Disney, :
- Petit Jean et dame Gertrude : Baloo et King Louie dans Le Livre de la jungle (1967) ;
- Robin et Belle Marianne : Thomas O'Malley et Duchesse dans Les Aristochats (1970) ;
- Belle Marianne : Blanche-Neige dans Blanche-Neige et les Sept Nains (1937)[21],[42] ;
- le chat flûtiste et le lapin batteur : Scat Cat et le chat siamois dans Les Aristochats (1970)[43].

Une conséquence de cette réutilisation est que Marianne change de taille, devenant un instant aussi grande que Blanche-Neige puis reprenant sa taille originale.
Une explication envisageable de cette réutilisation est le manque d'animateurs expérimentés lors de la production de Robin des Bois qui se confirme avec le projet du California Institute of the Arts (CalArts), une école d'art financée par Disney au travers de laquelle le studio entame un projet de formation de nouveaux artistes dans les domaines du cinéma en 1971, puis une classe dédiée à l'animation en 1972. Ce projet est lancé par Ron Miller, gendre de Walt et vice-président de la division cinématographique.

### Personnages

#### Robin et ses compagnons
Le personnage de Robin des Bois est un renard, maître du déguisement qui porte normalement une tenue verte avec un chapeau surmonté d'une plume rouge. Toutefois, son attitude est plus proche du personnage de Renart que du Robin des Bois des contes ou de celui interprété par Richard Todd dans Robin des Bois et ses joyeux compagnons (1952). Maltin écrit que Robin est le personnage le plus ennuyeux du film. Grant partage cet avis, analysant cela comme une conséquence de la personnalité irresponsable du personnage, liée à son métier de délinquant sans foi ni loi. Ainsi, Robin ne réagit ou ne s'adapte pas réellement aux événements du film et, même si ce type de personne existe dans la réalité, le public a du mal à s'identifier à lui. Pour Grant, il en résulte que Robin ne peut transmettre des émotions trop profondes comme l'angoisse, la fureur ou l'amour. Il ajoute que les déclarations de Robin à Marianne sont faites sans conviction. Les acteurs Tommy Steele et Terry Jones des Monty Python ont été envisagés pour la voix de Robin.
La Belle Marianne, renarde et nièce du roi Richard, joue un rôle assez faible dans le film, d'abord comme compagne de jeu dans l'enfance de Robin puis comme motif pour participer au tournoi d'archers, principale séquence du film. Grant s'étonne que les animateurs aient réussi à évoquer à travers la renarde une femme attirante. Il explique cela par la voix de Monica Evans, mais aussi par les compétences des animateurs. Sa servante, dame Gertrude, est une poule plantureuse d'un âge que Grant préfère décrire comme indéterminé, habillée d'un vêtement sans forme bleu et avec de larges bajoues rouges, des caroncules. Dans la version originale, elle est caractérisée par son rôle comique, son humour acerbe, ses facultés d'imitation et sa voix à l'accent écossais prêtée par Carole Shelley. Sa carrure lui permet de jouer au football américain avec les gardes du prince.

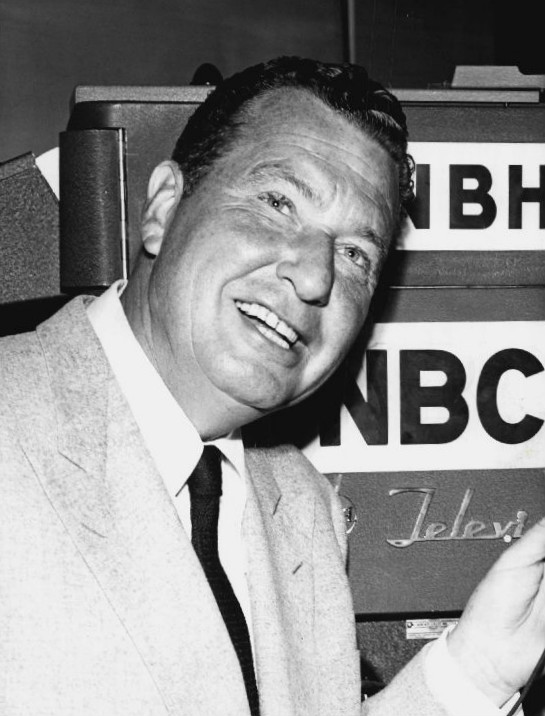
Phil Harris en 1956.

Le personnage de Petit Jean est un ours pataud basé sur la personnalité et la voix de Phil Harris, acteur pilier du studio depuis qu'il a prêté sa voix à Baloo dans Le Livre de la jungle (1967),. John Grant précise que le personnage est entièrement modelé sur la voix de Phil Harris (qui n'est ni corpulent, ni pataud) et ne représente pas une création nouvelle pour le studio. Toutefois, le personnage est une source de comique et de performance musicale. Petit Jean permet, par son calme occasionnel, de compenser l'irresponsabilité de Robin, comme dans la scène où le chapeau de Robin est transpercé par une flèche au début du film. Petit Jean surpasse aussi Robin dans l'art du déguisement. Ainsi, lors du tournoi, Robin choisit un costume de cigogne assez ostentatoire tandis que Petit Jean choisit un rôle d'aristocrate qu'il joue avec moins d'artifice. Le déguisement de l'ours est basé sur l'attitude et le comportement, non pas sur des vêtements et autres accessoires. Grant remarque que Petit Jean n'a pas d'accent anglais mais américain et considère que cela permet au personnage d'être moins guindé, donc plus drôle et plus convaincant.
Le second membre des Joyeux Compagnons clairement présent dans le film est le blaireau frère Tuck. D'abord conçu comme un porc, il a été redessiné en blaireau pour ne pas froisser les sensibilités religieuses,. L'homme de foi joue un rôle mineur dans le film et n’apparaît que dans trois scènes : La première pour rendre l'argent aux pauvres, à savoir le chien forgeron Otto, la seconde devant l'église pour nourrir les souris, et à la fin pour marier Robin et Marianne. La libération du frère Tuck emprisonné pour avoir nourri les souris reste toutefois la scène la plus intense et vibrante du film.
Le troisième compagnon est le barde Adam de la Halle mais, selon Grant, il est en dehors de l'action. Roger Miller donne sa voix au personnage d'Adam de la Halle et a aussi composé trois des cinq chansons du film. Le coq Adam est un personnage à part dans l'histoire du studio car c'est un narrateur visible. Il intervient brièvement dans plusieurs scènes du film, comme celle du tournoi en se servant de sa mandoline comme arc. Il est aussi l'un des prisonniers libérés avec frère Tuck par Robin et Petit Jean. Grant indique que c'est surtout la voix du personnage qui le rend intéressant. Il parvient à rendre la courte chanson Pas à Nottingham l'une des plus mélodiques des productions Disney.

#### Prince Jean et ses comparses
L'équipe de production ne souhaite pas créer une aventure crédible, dramatique et intense, mais plutôt avoir des méchants désagréables et formidables pour défier les talents de Robin des Bois.

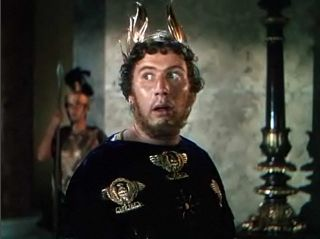
Peter Ustinov dans le rôle de Néron dans Quo vadis (1951).

Le prince Jean, dont la voix originale est celle de Peter Ustinov, reprend les caractéristiques du personnage de contes, peureux et cupide, contrastant avec le valeureux Richard Cœur de lion. Il est décrit comme une personne absurdement pathétique, vaniteuse et puérile, la moindre déconvenue le mettant dans une transe où il pleure sa maman. Il est aussi décrit comme névrosé, imprévisible et obsédé par Robin des Bois. À titre de référence historique, la « maman » que le prince Jean du film de Disney réclame en pleurnichant et en suçant son pouce n'est autre qu'Aliénor d'Aquitaine. Le prince Jean a été conçu comme ayant la cruauté et le sang-froid d'un enfant (dont le souffre-douleur serait Triste Sire) plus que la méchanceté d'un adulte. Graphiquement, le personnage est beaucoup plus traditionnel que d'autres méchants de Disney. Ainsi, ses traits et sa personnalité sont flexibles, ce qui n'est pas le cas chez Maléfique de La Belle au bois dormant (1959), pour laquelle le style traditionnel aurait réduit l'impact dramatique, ses expressions étant plus figées. Peter Ustinov, qui incarne aussi la voix du prince Jean dans la version allemande du film, rapporte avoir parodié son rôle de l'empereur Néron dans le film Quo Vadis (1951).

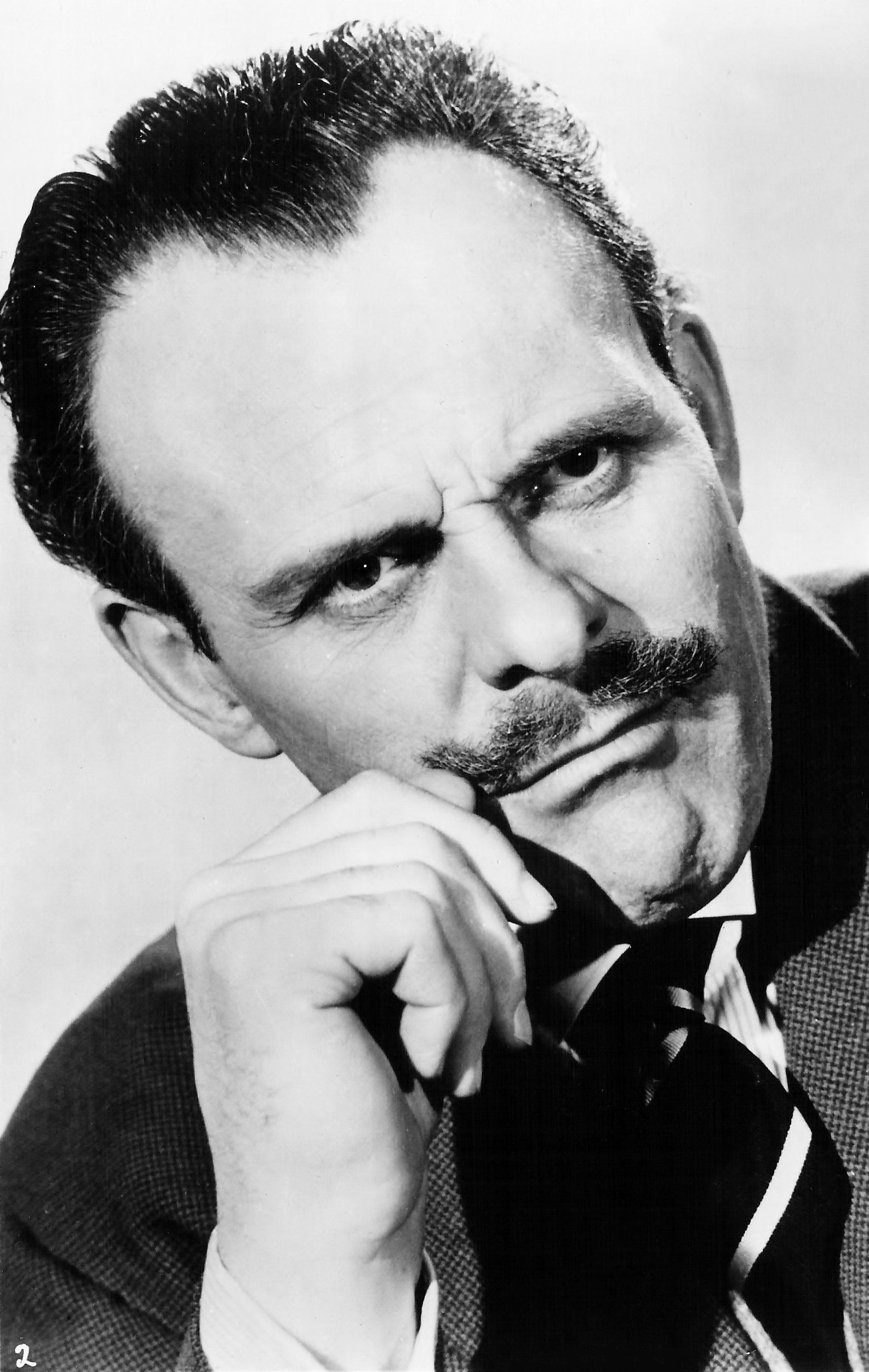
Terry-Thomas dans The Bing Crosby Show (1961).

À l'instar de Petit Jean et au contraire de son maître le prince Jean, le serpent Triste Sire est quant à lui conçu autour de la voix et de la personnalité de Terry-Thomas. Le serpent reprend de nombreux traits de Kaa dans Le Livre de la jungle (1967), jusqu'au gag avec le nœud issu du court-métrage Birds in the Spring (1933) des Silly Symphonies, de même que l'hypnose. Autres traits inspirés de l'acteur anglais, John Grant note aussi les expressions faciales et les dents du bonheur, auxquels Johnston et Thomas ajoutent le plaisir de s'écouter parler. Ce serviteur est caractérisé par une grande loyauté envers son suzerain malgré les mauvais traitements que celui-ci lui inflige. À cela s'ajoute son amour du monologue et de la flatterie envers son maître. Il est courant que Triste Sire s'endorme dans des cachettes, ce qui lui permet une fois réveillé d'épier les conversations. C'est un élément important du comique du film ; par exemple, lors du tournoi, il est frappé par frère Tuck puis Adam de la Halle avant de finir ivre dans un fût de bière,. Triste Sire comme le Prince Jean, animés en partie par Ollie Johnston, ont peur que l'Histoire ne les retienne pas, qu'ils ne puissent pas marquer les esprits ou être reconnus. Thomas et Johnston développent longuement le personnage de Triste Sire car il offre aux animateurs de nombreuses possibilités et plus de libertés que Kaa, avec lequel ils avaient été confrontés à plusieurs problèmes. Triste Sire peut, par exemple, avoir des épaules soulignées par sa cape, avoir une garde-robe importante marquant sa richesse, ou prendre la forme d'un objet comme un bâton ou une corde lorsque le prince le maltraite. Le corps enroulé du serpent ressemble même à deux bras appuyés sur le bord d'un panier, tandis que les scénaristes Vance Gerry et Eric Cleworth ont donné à l'extrémité caudale du serpent une fonction préhensile pour écrire, compter ou souligner des expressions comme la réflexion ou la lassitude, tenir une feuille, un parapluie ou des lunettes.
Le shérif de Nottingham devait initialement être un bouc stupide et autoritaire, puis il a été transformé en loup bedonnant pour en faire un méchant plus imposant. Le bouc avait, selon les esquisses de Ken Anderson, l'aspect d'un vieil officier de police de la route, alors que le loup est physiquement fort, suspicieux et attentif. Pour Mark Pinsky, le personnage du shérif est un ours. Le loup bedonnant est un stéréotype du méchant dans l'animation qui a été repris dans Robin des Bois à la demande du réalisateur Wolfgang Reitherman. Alors que Triste Sire est un sinistre méchant et le prince Jean un pathétique vilain, le shérif semble être agréable, un Petit Jean placé du mauvais côté de la barrière. Sa stupidité et son indolence provoquent sa chute lorsqu'il s'endort alors qu'il devait garder les prisonniers. Il a été animé par Milt Kahl et sa voix est celle de Pat Buttram qui avait joué Napoléon dans Les Aristochats. La scène où le shérif joue avec une pièce de monnaie a été conçue pour à la fois attirer l'œil sur la pièce et enrichir sa personnalité en le faisant secouer sa bourse, un geste par lequel il vérifie la thésaurisation effectuée, un signe de cupidité.
Les deux vautours Pendard (en anglais Trigger, « gâchette ») et Niquedouille (Nutsy, « cinglé ») sont les gardes personnels du shérif. Selon John Grant, ils sont aussi fiables et sûrs que des cocktails Molotov. Le reste des soldats du prince Jean sont aussi des loups. Niquedouille n'a qu'un rôle de figurant caractérisé par une forte stupidité, alors que Pendard est un peu plus développé. Il a une propension à utiliser son arbalète contre tout le monde, du simple fait qu'un soldat est autorisé à porter cette arme. Pendard a surnommé son arbalète, « vieille Betsy », comme Davy Crockett l'avait fait avec son arme. Le trappeur avait baptisé son fusil du nom de sa sœur. Or, l'histoire de Davy Crockett a été adaptée pour la télévision par le studio Disney en 1954, sous le nom Davy Crockett.

#### Personnages mineurs
Le roi Richard ne fait qu'une brève apparition à la fin du film, ce qui correspond à la réalité pour John Grant. En effet, ce roi était rarement présent en Angleterre, du fait des nombreuses croisades qu'il mena. En dehors du roi, le film comporte beaucoup d'autres personnages mineurs.
La famille de lapins est composée de quatre membres, la maman Veuve Lapin, Sis la grande sœur, Tagalong la petite sœur et Bobby le jeune lapereau. La Veuve Lapin est pauvre mais généreuse malgré la perte de son mari peu de temps avant l'histoire, si l'on en juge par l'âge de Tagalong, la petite dernière. Elle porte des lunettes et un foulard rouge. Dans la version originale, elle possède un accent du Vieux Sud étrange pour une Britannique. Pour Grant, ses deux filles ne servent qu'à agrandir le groupe des enfants du film. Le petit Bobby a un rôle plus développé avec un caractère et une apparence qui s'inspirent de Panpan, dans Bambi (1942). Il représente un enfant de sept ou huit ans fasciné par Robin, son héros et qu'il essaie de copier en tout.
Toby la jeune tortue est graphiquement proche de Toby Tortoise, mais avec un rôle comique plus proche de la tortue de Blanche-Neige et les Sept Nains (1937). C'est un ami de Bobby qui est timide, assez peu courageux malgré ses dires et qui porte des lunettes. Son père apparaît comme l'un des compétiteurs du tournoi de tir à l'arc. Le film présente aussi deux souris, une maman souris qui donne une pièce pour le tronc de l'église et une souris d'église ou une souris sacristain qui joue de l'orgue. Les deux souris deviennent belliqueuses lorsque le shérif de Nottingham survient pour les taxes. Le dernier personnage un peu développé est Corniaud, le chien de Saint-Hubert (comme Pluto), forgeron de son état, qui s'est cassé une jambe et vend aussi des ballons lors du tournoi. Le shérif le soupçonne de cacher de l'argent dans son plâtre.
John Grant liste d'autres personnages mineurs comme le crocodile qui annonce le tournoi, le bobtail participant au tournoi, le grand-père et la grand-mère hiboux prisonniers du prince, les soldats rhinocéros et les éléphants trompettes. Parmi les personnages mineurs, David Koenig note la présence, en phase de conception, d'un messager pigeon voyageur qui devait être abattu par une flèche durant le tournoi mais qui fut supprimé. Frank Thomas et Ollie Johnston évoquent aussi le bourreau qui est menaçant, professionnel et sans émotion mais qui est beaucoup moins développé que le chasseur dans Blanche-Neige.
Certains sifflements et bourdonnements du film ont été réalisés par Peter Renaday, notamment connu pour prêter sa voix à Mickey Mouse, dans les années 1960 et 1970.

## Sortie et accueil
Le film Robin des Bois sort pour la période de Noël 1973, accompagné de nombreux produits dérivés comme des disques musicaux. Le studio Disney espère obtenir un succès équivalent au Livre de la jungle sorti en 1967, mais ni le film ni les disques n'ont le même impact. Le film a coûté 15 millions d'USD mais récolte 32 millions d'USD. Plusieurs adaptations (cf. la section « Adaptations et produits dérivés ») ont pour but de promouvoir ou capitaliser sur le film. La première, entamée le 7 octobre 1973, est une bande dessinée hebdomadaire adaptée par Frank Reilly avec des dessins de Mike Arens et publiée jusqu'au 27 janvier 1974. En 1973 également, quatre livres de 52 pages et deux histoires chacun sont publiés.

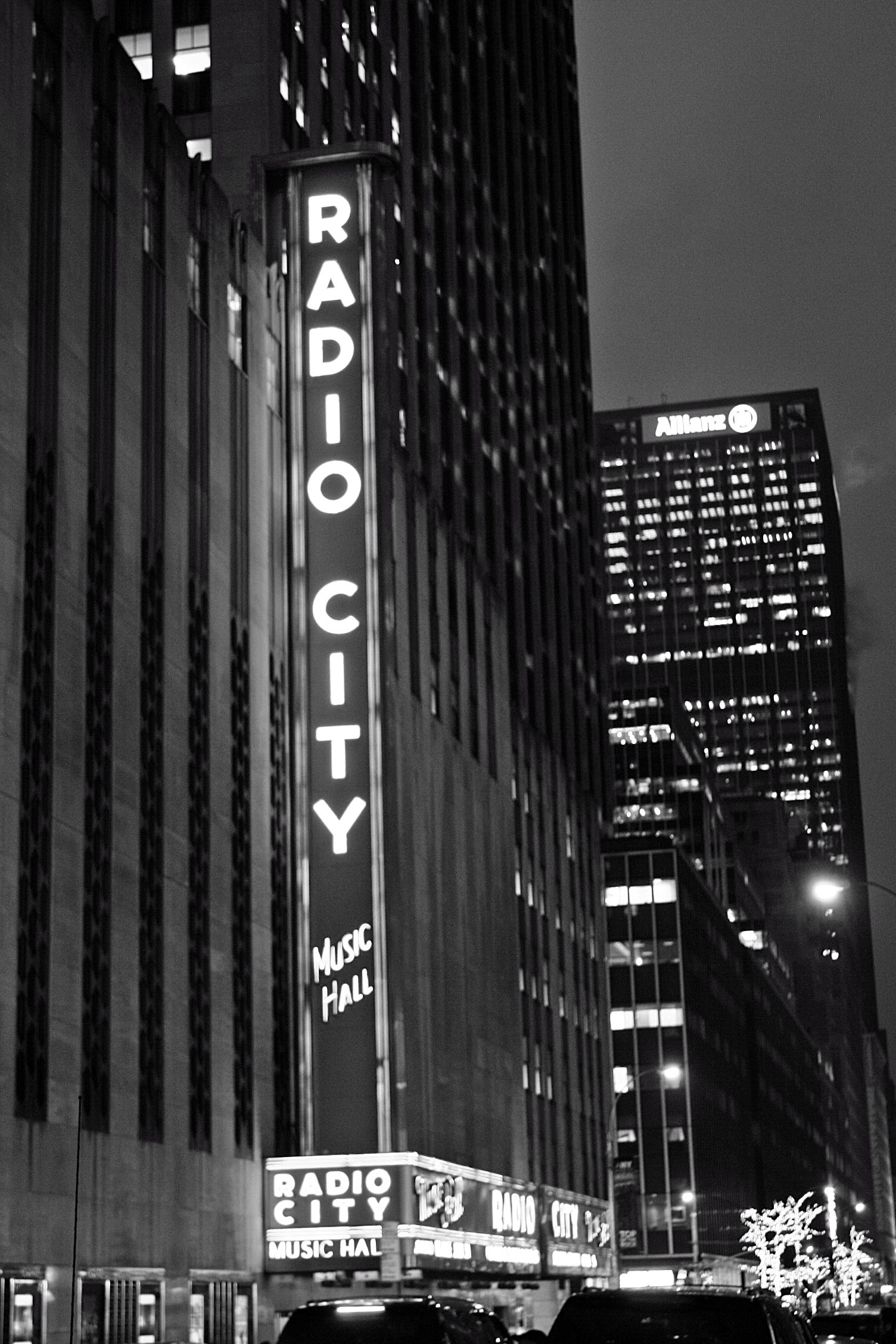
Le Radio City Music Hall à New York, lieu de la première mondiale.

La première du film a lieu le jeudi 8 novembre 1973 au Radio City Music Hall à New York. Lors de la sortie du film, les critiques soulignent le problème des séquences reprises de films antérieurs, les défauts du scénario et, comme l'écrit John Grant, « de nombreux autres points », mais cela n'affecte pas son succès. Le film est d'ailleurs le plus important succès du studio des années 1970 et ne sera dépassé que par les productions des années 1990 et suivantes. Parmi les critiques de 1973, Judith Crist du New York Magazine écrit que la distribution du film correspond à la personnalité des personnages et sert avec justesse les dialogues vifs et brillants. Elle écrit aussi que le film, dans un style animalier, est ironique sans être insultant pour l'intelligence des adultes ou des enfants. Ruth Gilberth, dans l'édition du Nouvel An du New York Magazine, ajoute que Robin des Bois est « un film de Walt Disney bon, agréable, joyeux, bruyant, avec une belle distribution » qui est « un régal pour les yeux des enfants et des nostalgiques de Disney ». Vincent Canby écrit que « le film doit être un bon choix pour les bambins dont l'esprit n'a pas été corrompu par l'orthodoxie » et il considère le style visuel comme « conventionnel et charmant ». William B. Collins dans le Philadelphia Inquirer trouve que le film est le « résultat d'un effort décevant et médiocre » et dont « l'humour est loin des moments mémorables des autres films Disney comme la partie de football de L'Apprentie sorcière ». Collins poursuit : « L'histoire avance en mode mineur cherchant l'occasion de se déchainer sans jamais prendre la chance, d'une façon inventive quand elle arrive ». Collins incrimine le réalisateur et producteur Wolfgang Reitherman qui doit comprendre les attentes du public des septentenaires en matière de cinéma et de gags, lui-même approchant cet âge. Dans la Gazette de Montréal, Dave Billington écrit que « les films d'animation de Disney sont [...] bons, très bons et il n'y a pas beaucoup de films en ce moment qui peuvent réunir et enjouer toute la famille [mais] Robin des Bois en fait partie ». Alex Thien, dans The Milwaukee Sentinel, écrit que le film est une « excellente nourriture » pour les enfants et pointe la prestation d'Ustinov en prince Jean comme jubilatoire, volant pratiquement la vedette au film. Le Pittsburgh Post-Gazette, considère par contre que Robin des Bois ne tient pas la comparaison face aux meilleurs dessins animés de Disney (comme Fantasia, Pinocchio ou Cendrillon) ; il est dans la moyenne des productions de l'époque comme Le Livre de la jungle (1967). Bernard Drew du The Herald Statesman de Yonkers évoque les précédentes productions dont le Robin des Bois et ses joyeux compagnons de 1952 et considère le film comme charmant avec une qualité technique de haut niveau. Les blagues conçues pour les moins de 10 ans ne toucherons pas les plus de 40 ans et le film semble manquer d'un zest de terreur ou de surprise tandis que la musique est plus proche de la routine. Pour le Calgary Herald, le prince Jean et Triste Sire sont « le duo de méchants le plus attachant de l'année » ; « le film n'a pas le côté dramatique et artistique des succès légendaires des années 1940 mais est bien plus drôle que la plupart des dernières productions du studio ».
Une seconde avant-première est organisée sur la Côte ouest des États-Unis le 20 décembre 1973 aux studios Disney précédé par un diner et un spectacle au restaurant Pike's Verdugo Oaks dont les bénéfices sont reversés au Verdugo Hills Hospital de Glendale. Robin des Bois a été diffusé dans The Disney Sunday Movie sur ABC en 1986. La sortie en DVD en 2009 a permis de découvrir une fin alternative, esquissée sur storyboard mais jamais animée. La sortie en Blu-ray en 2013 présente une nouvelle intrigue nommée scène Love Letters,.

## Analyse

### La place du film parmi les productions Disney
Janet Wasko écrit que la plupart des productions des années 1970, après la mort de Roy Oliver Disney et l'arrivée de Donn Tatum à la direction de Disney, ne sont que des « navets », si bien que même les plus gros succès comme Robin des Bois, Les Aventures de Bernard et Bianca (1977) ou Le Trou noir (1979) n'égalent pas les succès des décennies précédentes. Pour John Grant, l'élément le plus frappant de ce Robin des Bois en animation reste que tous les personnages sont des animaux. Côté animation, le film est inégal avec des scènes reprises trait pour trait de précédentes productions. Pour Bob Thomas, le film n'a rien d'innovant, à l'opposé de la précédente production Les Aristochats (1970) ou de la suivante Aventures de Bernard et Bianca (1977). Bob Thomas positionne toutefois ce film d'animation entre le Robin de Bois avec Errol Flynn et celui avec Kevin Costner, respectivement Les Aventures de Robin des Bois (1938) et Robin des Bois, prince des voleurs (1991).
Selon Robin Allan, Ken Anderson aurait pleuré en voyant comment ses concepts de personnages avaient été stéréotypés dans Robin des Bois. Pour Allan, Les Aristochats comme Robin des bois sont le reflet de la turpitude qui gagne les studios Disney après la mort de leur fondateur. Janet Wasko analyse ces mauvais résultats par une volonté de reproduire les succès passés. Allan ajoute que, pour ces deux films, les meilleurs animateurs encore présents chez Disney n'ont pas réussi à faire preuve de créativité, réutilisant plutôt des ressources précédemment produites. Les animateurs préfèrent se souvenir de ce que Walt Disney appréciait au lieu de prendre leurs propres décisions artistiques. J. P. Telotte écrit quant à lui que Les Aristochats et Robin des Bois font partie des projets réalisés durant les quinze ans qui suivent la mort de Walt Disney, où le peu d'efforts fournis par les animateurs se ressent. Mark Arnold explique que Robin des Bois est le premier long métrage d'animation fait sans aucune participation de Walt Disney mais que, malgré quelques fans, le film fait pâle figure face aux productions passées surtout que des éléments d'animation de Blanche-Neige et les Sept Nains ont été réutilisés. C'est le premier film achevé par les Neuf Sages de Disney, un groupe d'animateurs considérés comme les meilleurs du studio. Arnold évoque les nombreuses critiques à cause des réutilisations d'animation et de concept même s'il amende le studio pour les productions récentes.
Durant la décennie 1970 plusieurs projets d'attractions liés à des films sont envisagés mais les mauvais résultats des films en question mettent un terme à ces projets. David Koenig évoque Robin des Bois (1973), L'Île sur le toit du monde (1974), Le Trou noir (1979) mais aussi Tron (1982). Le film est toutefois le premier à inclure des assistants animateurs dans les crédits ainsi que cinq assistant animateur clé.
Plusieurs auteurs, qui se concentrent sur la biographie de Walt Disney, n'évoquent pas le film d'animation Robin des Bois mais seulement le film en prise de vue réelle des années 1950, Robin des Bois et ses joyeux compagnons (1952) : c'est le cas d'Eric Smoodin, Richard Schickel ou Douglas Brode,. Jeff Kurtti, qui liste la majorité des personnages principaux des productions jusque dans les années 2000, ne mentionne aucun personnage de Robin des Bois.

### Un scénario inabouti
Grant indique que Robin des Bois n'aurait pas dû démériter autant, mais n'a pas su tirer profit de sa longue période de maturation, qui remonte au projet d'adaptation du Roman de Renart dans les années 1930. Pour lui, le scénario se contente d'être une collection de séquences dont certaines sont superbes, mais rapiécées sans discernement. Leonard Maltin écrit que l'anthropomorphisme des personnages, « une innovation pour un long métrage, sert à cacher une production Disney ordinaire [...] une impression de déjà-vu dans son histoire et ses personnages ». Il ajoute que le principal problème du film réside dans son scénario, ou plutôt son absence de scénario. Thomas et Johnston écrivent qu'il n'y a aucun suspense à voir le prince Jean échouer dans ses tentatives d'attraper Robin des Bois, l'histoire devient secondaire face aux personnages. Kevin Harty écrit que les méchants sont des bouffons avec un comportement de clown. Koenig, toujours à la recherche d'incohérence dans le scénario, écrit que « le film n'a pas d'intrigue dans laquelle il pourrait y avoir des trous ». Grant ajoute que le film donne l'impression d'être le fruit d'un projet plus ambitieux mais que, pour des raisons budgétaires, sa réalisation a été stoppée et les éléments déjà produits ont été assemblés. Il note toutefois que c'est une impression car le film possède une cohérence. Pour Mark Pinsky, le concept même du film, la légende de Robin des Bois en dessin animé avec des animaux pour personnages, est insipide, digne des productions du studio des années 1960,.
Plusieurs incohérences émaillent le film. Koenig note que, quand Robin retire la flèche enfichée dans son chapeau pour tirer sur les hommes du shérif et dit à Petit Jean que c'est son seul couvre-chef, aucune trace de trou n'est présente : l'effet comique est donc réduit, au point que Koenig se permet de dire que Robin n'a rien à craindre avec un chapeau dont les accrocs disparaissent. Koenig relève aussi plusieurs changements de couleur dans le film, comme les rideaux du carrosse du prince qui passent du violet au blanc, le chapeau offert par Robin à Bobby qui passe du jaune au brun ou la cape qui vire au vert. Bobby est à nouveau l'objet d'une incohérence lors de l'attaque du château, car il part armé d'un arc et de flèches qui disparaissent avant que le jeune lapin dégaine une épée. De la même façon, la besace et la ceinture du shérif changent de forme et de disposition et se remettent à leur place toutes seules. On peut aussi citer que les ratons-laveurs sont au nombre de quatre dans le donjon mais sont cinq à s'échapper dans la cour. Lors de son mariage, Belle Marianne est entièrement vêtue de blanc alors que la robe de mariée blanche n'est pas utilisée au Moyen Âge. La robe et la couleur n'étaient pas spécifiques, même si la couleur rouge était majoritaire jusqu'au XIXe siècle à cause de la garance, une teinture très résistante à l'eau, à l'air et à la lumière. Les lunettes à branches de la veuve Lapin sont quant à elles une innovation du milieu du XVIIIe siècle.
Pour Maltin, l’histoire de Robin des Bois a été trop souvent adaptée au cinéma, même par Disney. En outre, le personnage bon vivant interprété par Phil Harris ou le serpent Triste Sire sont trop familiers. Grant rappelle aussi que l'histoire racontée par le studio Disney, bien que présentée par le narrateur comme la « véritable histoire », n'est pas plus exacte ou inexacte historiquement parlant que les autres adaptations. Richard Cœur de Lion est vu dans le folklore comme un bon monarque, mais Grant rappelle qu'il négligeait son peuple, qu'il a vécu en Angleterre moins d'une seule année tout au long de son règne, qu'il ne parlait pas anglais et qu'il taxait durement son peuple pour financer ses croisades. Grant dédouane ainsi les revendications du prince Jean au trône. Le prince Jean historique n'était pas un personnage grotesque comme celui du film de Disney. Quand le roi Richard est rentré de croisade, Jean a finalement été désigné comme son héritier légitime et a régné pendant dix-sept ans. Il est connu pour avoir signé — certes contre son gré et après un lourd revers militaire — la Magna Carta, premier jalon vers la monarchie constitutionnelle et l'État de droit en Angleterre. On peut aussi noter que l'idylle entre Robin et Marianne est développée par le véritable trouvère Adam de la Halle (~1240, ~1287) dans la pièce Le Jeu de Robin et Marion (1282-1284).

### La personnalité des personnages encore critiquée
Grant considère qu'aucun des personnages n'est intéressant à part Petit Jean, mais avoue que le prince Jean et Triste Sire sont très amusants. Pour lui, Robin et Marianne n'ont presque pas de personnalité, à la différence de Petit Jean. Mais, à cause de Phil Harris, cette personnalité est identique à celle de Baloo dans Le Livre de la jungle (1967). Le fait d'avoir engagé Phil Harris pour les personnages de Baloo, Thomas O'Malley dans Les Aristochats et enfin Petit Jean dans Robin des Bois a mis en évidence ce problème de lien entre acteur et personnalité du personnage d'animation,. Le personnage de dame Gertrude est pour Grant le pendant féminin de Petit Jean, mais il est difficile de l'apprécier. Grant et Koenig se demandent avec humour comment une volaille a pu rester vivante aussi longtemps auprès d'une renarde,. Pour Frank Thomas et Ollie Johnston, le problème du film réside dans le fait que Robin des Bois est intrinsèquement invincible : rien ni personne ne peut l'atteindre et il garde toujours le contrôle de la situation. À l'opposé, le prince Jean est incompétent et dangereux, cherchant à vivre la vie de roi, celle de son frère. Finalement, les méchants sont les victimes d'un héros classique et, si les rôles avaient été inversés, les méchants auraient été drôles et Robin des Bois un protagoniste calculateur et capable pour chacune de ses actions de faire réagir ses opposants. Le film présente donc un héros jamais en danger opposé à des méchants ridicules. Mark Arnold évoque les quelques fans du film qui s'accordent sur le fait que Robin des Bois est ennuyeux dans son propre film.
Grant rejoint ainsi les nombreuses critiques faites après la sortie du Livre de la jungle ou des Aristochats (1970) au sujet des caractères des personnages trop proches des acteurs vocaux, caractéristiques selon eux d'un manque de créativité au sein du studio. Le prince Jean, dont la voix est celle de Peter Ustinov, n'a toutefois pas exactement la personnalité de l'acteur, ce dernier ayant d'abord construit une voix pour le personnage dont les animateurs se sont inspirés, au contraire de Petit Jean avec Phil Harris. Pour renforcer ces critiques, de nombreux auteurs ont ajouté à la ressemblance de Baloo avec Petit Jean celle de Kaa avec Triste Sire. Pour Grant, cette similarité n'est pas très forte et seulement marquée par l'espèce ophidienne et les capacités hypnotiques, pouvoirs visibles chez Kaa et seulement mentionnés chez Triste Sire, qui a poussé le roi Richard à partir en croisade. L'adaptation en français du film a aussi subi cette réutilisation d'acteurs. C'est Claude Bertrand, Baloo dans Le Livre de la jungle, qui prête sa voix à Petit Jean, Roger Carel, Kaa dans le Livre de la jungle également, qui double Père Siffleur, et Michèle André, Duchesse dans Les Aristochats, qui incarne Marianne. Philippe Dumat, qui donne sa voix au Prince Jean, prête par la suite sa voix à Snoops dans Aventures de Bernard et Bianca (1977), et au docteur Dawson dans Basil, détective privé (1986).
L’imagineer Tony Baxter a tenté sans succès de concevoir un parcours scénique basé sur Robin des Bois. Il explique que le film comprend de nombreux lieux caractéristiques comme l'extérieur et l'intérieur du château en pierres ou les forêts, mais aucun lieu exotique. Il en déduit que pour adapter un film en attraction, l'important ne réside pas dans sa qualité mais ses atmosphères, or, Robin des Bois ne propose aucun lieu exotique pouvant faire l'objet d'une attraction, uniquement une galerie de personnages.
Charles Salomon évoque une production de la fin des années 1970, intitulée Scruffy, dont le scénario, considéré comme trop proche de précédentes productions comme Les Aristochats et Robin des Bois, avait conduit à l'annulation de ce projet dirigé pendant deux ans par Ken Anderson. Le film, dont l'histoire se déroulait à Gibraltar durant la Seconde Guerre mondiale, mettait en scène le chef d'une bande de macaques chantant, dont le caractère parfait pour Phil Harris était similaire à Baloo dans Le Livre de la jungle et à Petit Jean dans Robin des Bois. On y trouvait aussi une femelle macaque apprivoisée et choyée par ses maîtres, prénommée Amélia, qui se joignait à la bande de Scruffy et menaçait de dissoudre le groupe, ressort de scénario déjà présent dans La Belle et le Clochard (1955) et Les Aristochats. Le couple formé par Scruffy et Amélia devait, après maintes péripéties avec un espion allemand et un général et son chien, devenir les parents adoptifs de jumeaux, ressort émotionnel présent dans Les 101 Dalmatiens (1961). Bien que Salomon ne le précise pas, on constate qu'en interne le studio a pris conscience que la répétition dans le cinéma est une erreur.

### Une morale Disney éloignée de la tradition
Le film prend de nombreuses libertés avec la tradition des légendes consacrées à Robin des Bois, comme la morale ou plus factuellement l'absence du combat entre Robin et Petit Jean lors de leur première rencontre.
Mark Pinsky analyse en profondeur la morale et les concepts religieux dans les films de Disney et il débute ses propos par un rappel : pour les moralistes du cinéma pour la jeunesse, l'histoire de Robin des Bois est un défi. Le nœud du scénario, la révolte contre l'injuste prince Jean, justifie selon lui l’insurrection violente des Zélotes contre l'oppression romaine, en opposition aux enseignements de Jésus. Pour Pinsky, le film fait plutôt un portrait explicite, frappant, des opinions des radicaux et du discours religieux de l'Évangile social (mouvement protestant américain), de la vénalité des riches et de la noblesse des pauvres. Ces éléments sont probablement dus à l'absence de Walt Disney. La scène d'ouverture avec Adam de la Halle prophétisant que Robin des Bois est le seul espoir de la population face au tyran relève également de l'« Évangile social », ce qui est renforcé par la présence d'un ecclésiastique jouant un rôle notable. Parmi les autres points, Pinsky note que les pauvres éprouvent de la compassion envers ceux qui ont moins de chance qu'eux, comme les aveugles mendiants. Même si le mendiant du film s'avère être Robin des Bois déguisé, le geste de charité est présent. Autre point, alors que tout semble perdu après le tournoi de tir à l'arc, il reste les retrouvailles des êtres chers ou l'amour entre Robin et Marianne, lors de la fête dans la forêt. La scène durant laquelle frère Tuck reprend foi, quand une souris offre le peu de pièces qu'elle possède à l'église, est mise en parallèle par Pinsky avec la Bible (Évangile selon Marc 12:41-44), lorsqu'une une veuve place deux piécettes dans le tronc et Jésus annonce qu'elle donna plus que tout autre. Mais pour Pinksy, l'élan de foi du frère Tuck est loin de rivaliser avec ceux de Thomas Becket ou Thomas More.
Pour Kevin Harty au contraire, le film propose une morale orthodoxe et non sectaire, mais pas clairement chrétienne ; le plus important pour les scénaristes reste de justifier les actions du héros auprès des enfants. Ainsi, pour éviter l'écueil théologique et conserver une morale claire pour le jeune public, le studio Disney a fait le choix de transformer ses personnages en animaux, tout en leur donnant un accent anglais pour les méchants et du vieux sud des États-Unis pour les gentils, plus rustique.
Pour Kevin J. Harty, le film propose un message de responsabilité sociale, même si le héros est un voleur et que le studio a minimisé ce point en utilisant des personnages anthropomorphes. Le fait que la légende veuille que Robin vole est un problème, même si c'est pour donner aux pauvres. Ce point est traité dans le film. Petit Jean, après avoir dévalisé des riches, demande si le fait de redonner l'argent aux pauvres fait d'eux des gentils ou des méchants. Robin explique que, pour lui, il ne « dérobe » pas les riches mais « emprunte » leur argent pour en faire profiter les plus nécessiteux. Plus tard, le duo compare leurs actes répréhensibles de rapines à une quête et demande la charité à leurs victimes. Le rôle des femmes est aussi plus important chez Disney que dans la légende, à la fois dans la version de 1952 et dans le dessin animé. La conception du film à la fin des années 1960 serait la raison de ce message social. Pour Pinsky, cela rejoint une ébauche d'article écrite en 1962 par Walt Disney pour un magazine religieux dans lequel on peut lire, : « La chose importante à apprendre aux enfants est que le bien peut toujours triompher du mal et c'est ce que nos films essaient de faire. »

## Adaptations et produits dérivés
Les personnages de Robin des Bois apparaissent régulièrement dans la série télévisée Disney's Tous en boîte.

### Parc d'attractions
L’imagineer Tony Baxter indique que c'est durant la tentative de création d'un dark ride basé sur Robin des Bois qu'il comprit les bases nécessaires à un film pour être adapté en attraction. Un film doit posséder une atmosphère, comme celle que l'on ressent en allant dans une mine de pierres précieuses ou en volant au-dessus de Londres et c'est elle qui est retranscrite en attraction. Le film Robin des Bois, qui fait apparaître beaucoup de personnages, ne lui a pas permis d'aboutir à une attraction.
Finalement, il n'y a pas d'attraction consacrée à Robin des Bois dans les parcs Disney, mais des personnages costumés tirés du film sont parfois présents. Le blog officiel des parcs Disney s'en fait par exemple l'écho avec l'apparition de Robin des Bois, frère Tuck, le shérif de Nottingham et du prince Jean en juillet 2013 au Walt Disney World Resort.

### Livres
En plus de l'adaptation de l'histoire du film qui existe sous forme de comics strips et dans le premier tome d'une série de quatre, de nombreuses histoires dérivées ont été créées par les studios de bande dessinée Disney ou ceux sous contrat. La série de quatre tomes intitulée Robin Hood comprend :
| Tome   | Histoires                       | Dessin                                                  |
| ------ | ------------------------------- | ------------------------------------------------------- |
| Tome 1 | Robin Hood (l'histoire du film) | Pete Alvarado                                           |
| Tome 1 | The Enchanted Sword             | Pete Alvarado                                           |
| Tome 2 | The Mystery of Sherwood Forest  | Al Hubbard                                              |
| Tome 2 | The Lucky Hat                   | Al Hubbard                                              |
| Tome 3 | In King Richard's Service       | Richard Moore                                           |
| Tome 3 | The Golden Arrow                | Richard Moore                                           |
| Tome 4 | The Wizard's Ring               | Pete Alvarado et encrage par Joe Messerli               |
| Tome 4 | The King's Ransom               | Richard Moore et encrage par Joe Messerli et Tony Paolo |

Parmi les histoires publiées dans les années 1970, on peut citer :
- Mirrors and Other Magic Things, publié en septembre 1974 et dessiné par Richard Moore[122] ;
- The Baron of Bottomly, publié en janvier 1975 et dessiné par Pete Alvarado[123] ;
- Poster Problem, publié en janvier 1975, écrit par Carl Fallberg et dessiné par Al Hubbard[124] ;
- The Misguided Disguise, publié en 1975, écrit par Carl Fallberg et dessiné par Al Hubbard[125].

### Jeux vidéos
Robin des Bois, Petit Jean, Belle Marianne, Prince Jean et Triste Sir apparaissent en tant que personnages jouables dans le jeu vidéo Disney Magic Kingdoms, ainsi que des attractions basées sur la Forêt de Sherwood et Nottingham. Dans le jeu, les personnages sont impliqués dans de nouvelles intrigues qui servent de continuation aux événements du film[réf. nécessaire].

### Œuvres musicales
Le film Robin des Bois a fait l'objet de plusieurs compilations musicales dont la bande originale et un album écrit pour Louis Prima à sa demande. David Koenig raconte à propos du disque de Prima : « Normalement quand un film est médiocre, on ne souhaite pas y être associé, mais Louis Prima était furieux de n'être pas à l'affiche alors que ses amis [sur les précédentes productions] en faisaient partie. » Conséquence de ce mécontentement, Louis Prima a demandé au compositeur Floyd Huddleston de lui écrire plusieurs chansons à ses frais, qu'il enregistra et envoya à Disney. Les huit chansons ont été compilées dans un album intitulé Let's Hear It For Robin Hood édité par Disneyland Records.
Le film possède aussi une version dans la collection Storyteller Series, éditée plusieurs semaines avant la sortie du film, et l'un des acteurs du film, Roger Miller, en assure même la narration. Mais le film ne possède pas le fond sonore et les effets musicaux du Livre de la Jungle et le studio ne parvient pas à reproduire le succès de 1967.
| 1. | Whistle-Stop                        | Roger Miller                     | Roger Miller                |  |
| 2. | Oo De Lally                         | Roger Miller                     | Roger Miller (Alan-a-Dale)  |  |
| 3. | Love                                | Floyd Huddleston et George Bruns | Nancy Adams                 |  |
| 4. | The Phony King of England           | Johnny Mercer                    | Phil Harris                 |  |
| 5. | The Phony King of England (reprise) | Johnny Mercer                    | Terry-Thomas et Pat Buttram |  |
| 6. | Not In Nottingham                   | Roger Miller                     | Roger Miller                |  |
| 7. | Love Goes On/Oo-De-Lally (reprise)  | Roger Miller                     | chœur                       |  |

| Let's Hear It For Robin Hood (Disneyland Records, 1973) | Let's Hear It For Robin Hood (Disneyland Records, 1973) | Let's Hear It For Robin Hood (Disneyland Records, 1973) | Let's Hear It For Robin Hood (Disneyland Records, 1973) | Let's Hear It For Robin Hood (Disneyland Records, 1973) | Let's Hear It For Robin Hood (Disneyland Records, 1973) | Let's Hear It For Robin Hood (Disneyland Records, 1973) | Let's Hear It For Robin Hood (Disneyland Records, 1973) | Let's Hear It For Robin Hood (Disneyland Records, 1973) | Let's Hear It For Robin Hood (Disneyland Records, 1973) |
| No                                                      | Titre                                                   | Auteur                                                  | Interprète                                              | Durée                                                   |                                                         |                                                         |                                                         |                                                         |                                                         |
| ------------------------------------------------------- | ------------------------------------------------------- | ------------------------------------------------------- | ------------------------------------------------------- | ------------------------------------------------------- | ------------------------------------------------------- | ------------------------------------------------------- | ------------------------------------------------------- | ------------------------------------------------------- | ------------------------------------------------------- |
| 1.                                                      | King Louie And Robin Hood                               | Floyd Huddleston                                        | Louis Prima                                             |                                                         |                                                         |                                                         |                                                         |                                                         |                                                         |
| 2.                                                      | Robin And Me                                            | Floyd Huddleston                                        | Louis Prima                                             |                                                         |                                                         |                                                         |                                                         |                                                         |                                                         |
| 3.                                                      | Sherwood Forest                                         | Floyd Huddleston                                        | Louis Prima                                             |                                                         |                                                         |                                                         |                                                         |                                                         |                                                         |
| 4.                                                      | Phony King Of England                                   | Floyd Huddleston                                        | Louis Prima                                             |                                                         |                                                         |                                                         |                                                         |                                                         |                                                         |
| 5.                                                      | Friar Tuck                                              | Floyd Huddleston                                        | Louis Prima                                             |                                                         |                                                         |                                                         |                                                         |                                                         |                                                         |
| 6.                                                      | Merry Men                                               | Floyd Huddleston                                        | Louis Prima                                             |                                                         |                                                         |                                                         |                                                         |                                                         |                                                         |
| 7.                                                      | Love                                                    | Floyd Huddleston                                        | Louis Prima                                             |                                                         |                                                         |                                                         |                                                         |                                                         |                                                         |
| 8.                                                      | Robin Hood                                              | Floyd Huddleston                                        | Louis Prima                                             |                                                         |                                                         |                                                         |                                                         |                                                         |                                                         |
| 22:10                                                   |                                                         |                                                         |                                                         |                                                         |                                                         |                                                         |                                                         |                                                         |                                                         |